# Stanislav Auský

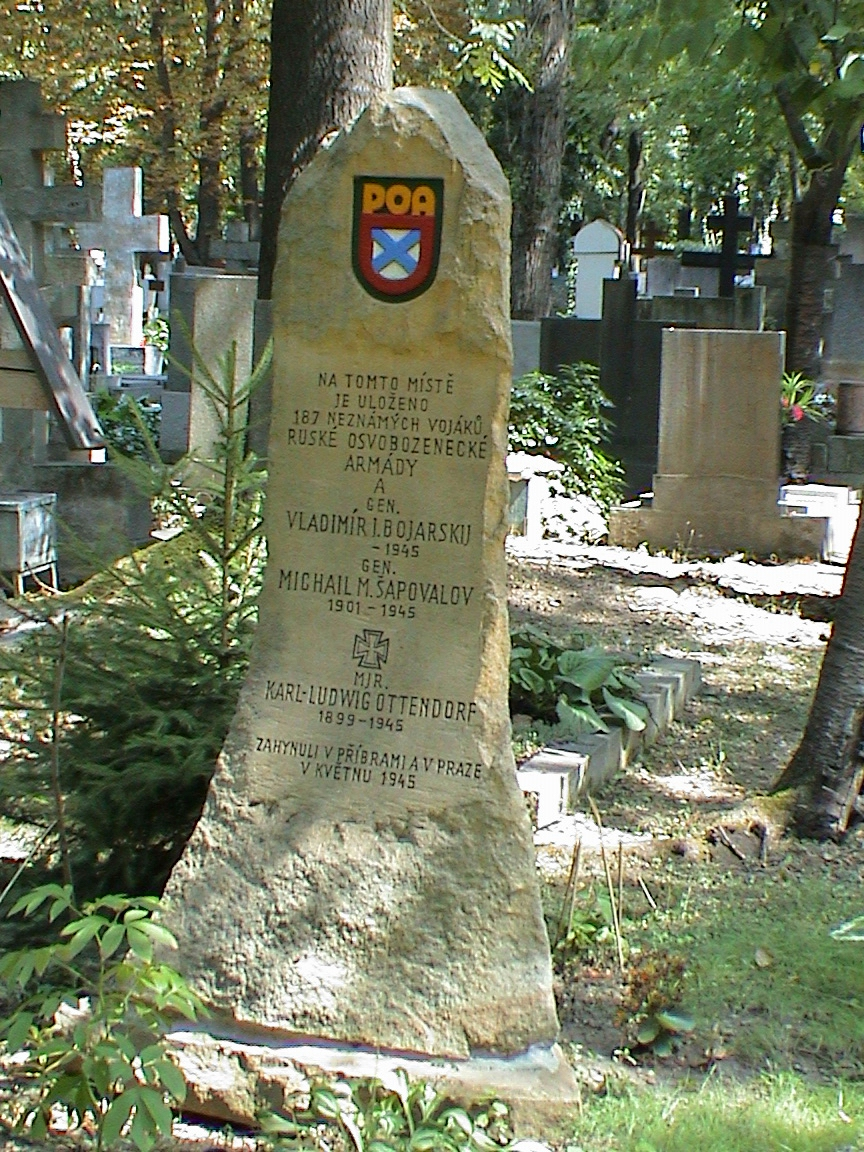
Pomník u masového hrobu příslušníků ROA na Olšanských hřbitovech v Praze

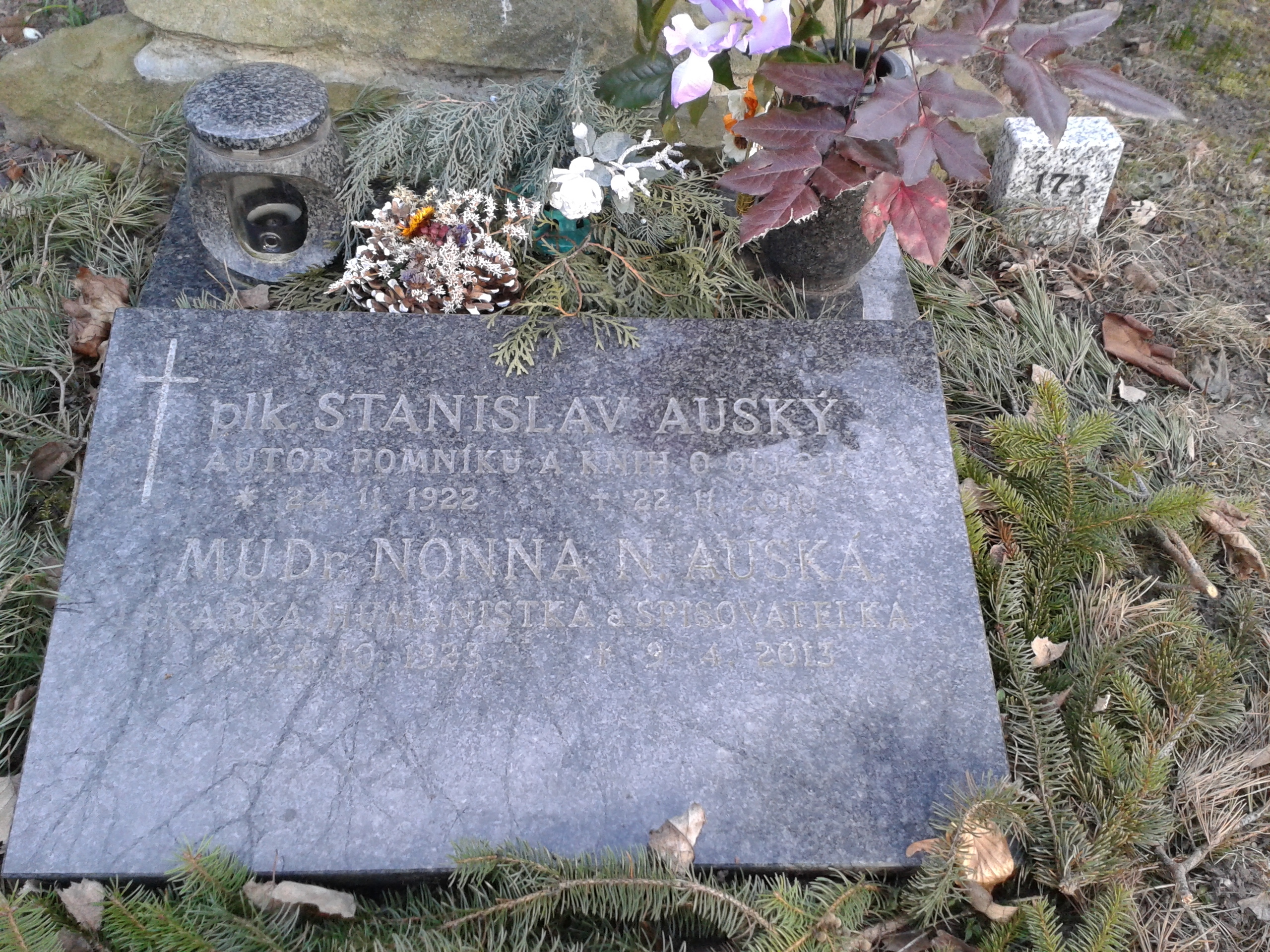
Společný kenotaf pod symbolickým pomníkem u masového hrobu příslušníků ROA na Olšanských hřbitovech v Praze

Stanislav Auský (Stanislav A. Auský; 24. listopadu 1922 – 22. listopadu 2010) byl voják, spisovatel (vojenský historik), autor pomníku ROA na Olšanských hřbitovech a knih o odboji. Publikoval několik děl s historickou a vojenskou tematikou, které v Česku vyšly po roce 1989.

## Životopis

### Do roku 1945
Stanislav A. Auský se narodil 24. listopadu 1922 na Slovensku. Pocházel z rodiny československého důstojníka a legionáře. Až do roku 1938 žil na Podkarpatské Rusi v Mukačevě, kde vychodil základní školu. Po rozpadu Československa se s rodiči vrátil do Čech, kde vystudoval berounské gymnázium. Poté pracoval na statcích jako hospodářský adjunkt.

### V konci druhé světové války
V květnu 1945 se Stanislav Auský stal průvodcem průzkumné čety 2. pluku 1. divize Ruské osvobozenecké armády generála Andreje Andrejeviče Vlasova. S touto vojenskou jednotkou se účastnil bojů proti německým okupantům v Praze během pražského květnového povstání. Když ČNR ukončila jednání s Vlasovci (o oficiální vojenské podpoře pražského povstání) s negativním výsledkem, rozhodl se velitel 1. divize ROA generál Buňačenko urychleně opustit Prahu a ustoupit se svojí divizí na západ. I tento historický moment zažil Stanislav Auský osobně. Setkání s ruskými a protistalinskými vojáky v roce 1945 jej silně ovlivnilo. Osobní zážitky z této doby nasměrovaly další zájem Stanislava Auského na tato vojenská historická témata.

### Po druhé světové válce
V říjnu 1947 byl povolán do Vojenské akademie v Hranicích. Vojenská studia regulérně ukončil v srpnu 1947 vyřazením v hodnosti poručíka pěchoty československé armády a převelen do Košic. Auského krátká vojenská kariéra byla v roce 1948 (po únorovém puči) „zahájena“ udělením velitelské výstrahy, protože „nenašel kladný poměr k lidově demokratickému zřízení.“ V říjnu roku 1951) byl Stanislav Auský obžalován pro neoprávněné trestání a omezování podřízeného a byla na něj udělena vazba. Vojenským soudem byl degradován a současně propuštěn z armády jako vojín v záloze.
Po propuštění z armády pomáhal československým občanů, ve spolupráci s velvyslanectvím Izraele při emigraci z Československa; některé z nich ubytovával ve svém bytě. Sám též uvažoval o emigraci, při které očekával pomoc velvyslanectví. V  dubnu roku 1953 byl zatčen a odsouzen k dvanácti letům trestu odnětí svobody „za velezradu a špionáž“. Podmínečného propuštění se Auský dočkal až díky amnestii v roce 1960 za československého prezidenta Antonína Novotného.

### Po srpnu 1968 a v exilu
Dne 21. srpna 1968 (jen několik málo hodin po invazi armád pěti států Varšavské smlouvy do Československa) v době, kdy již bylo obsazeno pražské letiště, se mu podařilo (spolu s manželkou MUDr. Nonnou Auskou) odletět do USA. Tam získal politický azyl a působil v Novém Mexiku. Auský se v exilu setkával s někdejšími příslušníky ruských protibolševických armád. Také se dlouhodobě (a cíleně) věnoval studiu historie i shromažďování (sběratelství) předmětů souvisejících s ruskými a ukrajinskými dobrovoleckými skupinami, zejména pak s kozáky.
Zájem Auského o tuto oblast vojenské historie se odrazil v tématech několika publikací. Jeho kniha "Vojska generála Vlasova v Čechách: kniha o nepochopení a zradě" vyšla poprvé v exilu (Toronto: nakladatelství Josefa Škvoreckého - Sixty-Eight Publishers, 1980) a po Sametové revoluci 1989 i v Česku (1992, 1996, 2005). Další knihy (viz níže) byly věnovány tematice kozáků a dobrovolníků (ustašovci, vlasovci, banderovci, legionáři, židovské legie).

### Zpět ve vlasti
Po roce 1990 žil Stanislav Auský (spolu se svojí manželkou MUDr. Nonnou Auskou) trvale v Praze. Tady pokračoval ve své badatelské a spisovatelské činnosti: publikoval články v novinách a časopisech a připravoval k tisku své rukopisy napsané v zahraničí. Zemřel 22. listopadu 2010.

## Posmrtné připomínky
Po smrti plukovníka Stanislava Auského byla v prostorách Armádního muzea na Žižkově otevřena expozice s některými sbírkovými předměty z Auského pozůstalosti (např. soubor nášivek východních dobrovoleckých jednotek německé branné moci z doby druhé světové války; soubor odznaků a vyznamenání, které měl Auský ve své sbírce). Vojenský historický ústav (VHÚ) od Auského rodiny získal i Auského odbornou knihovnu, čítající na tisíc svazků se slovanskou a vojenskou tematikou.
V Praze na Olšanských hřbitovech (2ob, 18, 173) je umístěn žulový kenotaf (v trávě pod symbolickým pomníkem u masového hrobu příslušníků ROA) připomínající jeho osobu.

## Tvorba
- Auský, Stanislav A. Vojska generála Vlasova v Čechách: kniha o nepochopení a zradě. Toronto: Sixty-Eight Publishers, 1980. 288 stran. ISBN 0-88781-088-8.
- Auský, Stanislav A. Vojska generála Vlasova v Čechách: kniha o nepochopení a zradě. Vydání 2., Ve Vyšehradu 1. Praha: Vyšehrad, 1992. 348 stran. ISBN 80-7021-096-6.
- Auský, Stanislav A. Vojska generála Vlasova v Čechách: kniha o nepochopení a zradě. Vydání 3., ve Vyšehradu 2., rozš. Praha: Vyšehrad, 1996. 275 stran., [64] stran ilustrací: mapky; ISBN 80-7021-154-7.
- Auský, Stanislav A. a Hulák, Jaroslav, ed. Kozáci. Vydání 1. Praha: Academia, 1999. 311 stran, [48] stran obrazových příloh; ISBN 80-200-0766-0.
- Auský, Stanislav A. Dobrovolníci: evropská politika a druhá světová válka. Vydání 1. Praha: Dita, 2002. 285 stran; ISBN 80-85926-35-0.
- Auský, Stanislav A. Kozáctvo: poslední nástup a zánik. Vydání 1. Praha: Mladá fronta, 2003. 255 stran, [32] stran obrazových příloh; Archiv; sv. 83. ISBN 80-204-0993-9.
- Auský, Stanislav A. Vojska generála Vlasova v Čechách: kniha o nepochopení a zradě. Vydání 4., Ve Vyšehradu 3., rozš. Praha: Vyšehrad, 2005. 275 stran, [64] stran obrazových příloh; ISBN 80-7021-793-6.
- Auský, Stanislav A. Dobrovolníci a druhá světová válka: --ustašovci, vlasovci, banderovci, legionáři, židovské legie--; 2. doplněné vydání, V nakl. Petrklíč 1. [Praha]: Petrklíč, 2007. 280 stran; ISBN 978-80-7229-177-9.